# Gabriel Rudolf Ludwig von Sinner
Gabriel Rudolf Ludwig von Sinner (* 8. März 1801 in Aarberg; † 16. April 1860 in Florenz oder Pisa) war ein Schweizer Orientalist, Klassischer Philologe und Bibliothekar.
Sinner war von 1842 bis 1850 Unterbibliothekar an der Pariser Sorbonne. 1851 veröffentlichte er die Bibliographie der Schweizergeschichte 1786–1851. Ab 1858 wirkte er in Florenz und Italien, wo er sich insbesondere mit Giacomo Leopardi auseinandersetzte. Sinners Nachlass befindet sich in der Burgerbibliothek Bern.